# 김필진
김필진(1974년 7월 21일 ~ )은 한국의 여자 성우다. 1997년 대교방송 3기 공채 성우로 데뷔했다.

## 출연작품

### 애니메이션
- 가면라이더 가부토 (챔프) - 렌게
- 개골개골 마법사 (어린이TV) - 호호
- 건담 0083 스타더스트 메모리 (애니박스) - 시마
  - 건담 0083 지온의 잔광 (애니맥스) - 시마
- 검용전설 야이바 (어린이TV) - 수리
- 골판지전사 WARS (카툰네트워크) - 라이나
- 우주소년 아톰  ( 디즈니채널) 우란
- 극상학생회 (챔프) - 히카루코
- 날아라 호빵맨 (애니맥스) - 크림팬더
- 내 친구 아더 (어린이TV) - 브레인
- 데굴데굴 꼬마도치 (어린이TV) - 도치 엄마
- 돌격! 빠빠라대 (어린이TV) - 한수영
- 로봇카니발 (애니원)
- 마법사에게 소중한 것 (애니원) - 루나
- 마법사 프리큐어! - 구르미
- 맑음 때때로 뿌이뿌이 (애니원) - 오구슬
- 메다로트 (챔프) - 살라미
- 볼트론 특공대 (어린이TV) - 라핏
- 소년탐정 김전일 (애니박스) - 시노
- 수퍼 사이보그 네로 (어린이TV) - 나나
- 시골쥐와 서울쥐 (애니원) - 어니스틴
- 쏙 빠져들 것 같아 (어린이TV) - 청자
- 와글와글 붕붕 삼총사 (애니박스) - 샹하이
- 요절복통 수호천사 (챔프) - 체스터
- 우리반 짱돌이 (애니원) - 안경미
- 우주해적 미토의 대모험 (어린이TV) - 모모
- 이누야샤 (애니원) - 쇼가
- 주홍이의 그림일기 (애니원) - 성훈
- 쥬얼펫 트윙클 (어린이TV) - 라브라
  - 쥬얼펫 선샤인 (어린이TV) - 라브라
- 쫑아는 사춘기 (어린이TV) - 한나 / 엄마
- 천방지축 모험왕 (어린이TV) - 노파
- 천사가 될거야 (애니원) - 할머니
- 카드파이트 뱅가드 (재능TV) - 강보라
- 코지 코지 (애니맥스) - 루루
- 키바 (챔프) - 사기리
- 하품요정 아쿠비 (어린이TV) - 왕소심
- 해피 럭키 깜짝맨 (카툰네트워크) - 십자가 천사
- 해피해피 클로버 (챔프) - 밍밍
- 헌터X헌터 (애니원) - 포클

### 극장용 애니메이션
- 팬더와 친구들의 모험 - 아기 판다

### 방송
- 빨간코 알루 (어린이TV) - 알루

### 영화
- 투명인간의 사랑 (SBS)

### 외화
- 떴다! 트레이시 (어린이TV) - 루이즈
- 말괄량이 삐삐 (어린이TV) - 아니카

### 게임
- 도타 2 - 고통의 여왕
- 두근두근 메모리얼 - 카가미 미라
- 디아블로 3 - 고통의 여제
- 미소녀 닌자 모험기 - 하늘을 가르는 검 - 고에몽
- 테일즈런너 - 밍밍 / DND(디엔디)